# Maria Clementina Sobieska

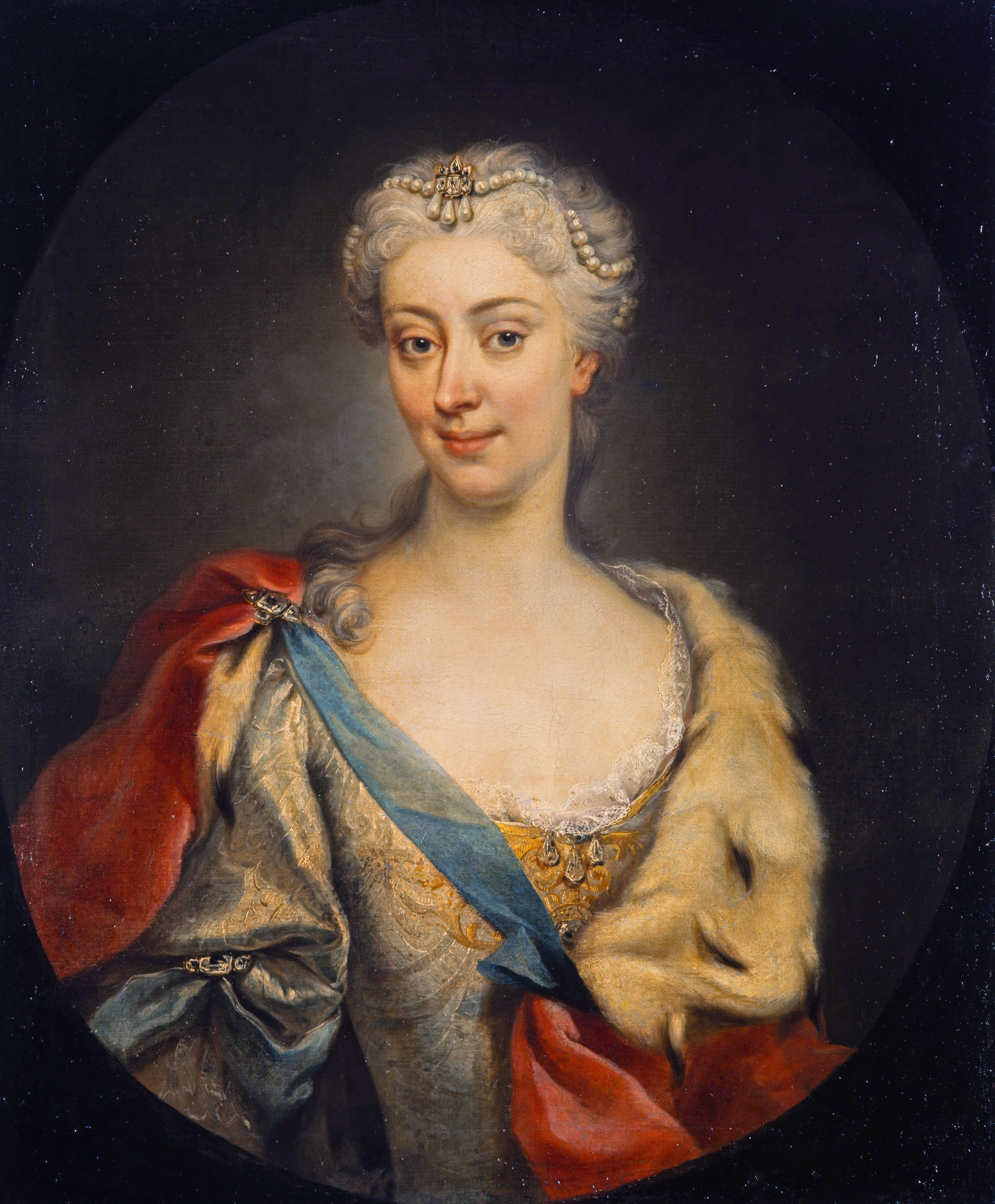
Maria Clementina Sobieska

Maria Clementina Sobieska (Pools: Maria Klementyna Sobieska) (18 juli 1702 – Rome 18 januari 1735) was een Poolse prinses. Ze was een dochter van de voormalige kroonprins van Polen, Jacob Lodewijk Sobieski, en Hedwig Elisabeth van Palts-Neuburg.
Als kleindochter van koning Jan III van Polen was ze een van de rijkste erfgenamen van Europa. Ze werd verloofd met Jacobus Frans Edward Stuart, de jacobitische troonpretendent van Groot-Brittannië. Koning George I was fel gekant tegen het huwelijk uit angst dat er een erfgenaam werd geboren. Om hem tegemoet te komen liet keizer Karel VI Maria Clementina arresteren toen zij op weg naar Italië was om Jacobus te huwen. Ze werd opgesloten in Innsbruck, maar wist te ontsnappen en vluchtte naar Bologna. Hier werd het huwelijk bij volmacht voltrokken, omdat Jacobus in Spanje verbleef. Formeel trouwden Maria Clementina en Jacobus in de kathedraal van Montefiascone op 3 september 1719.
Na hun huwelijk werd het paar uitgenodigd om in Rome te wonen op speciaal verzoek van paus Clemens XI, die hen erkende als katholiek koning en koningin van Groot-Brittannië. Tevens voorzag hij hen van beveiliging, het Palazzo Muti in Rome als residentie, een buitenhuis in Albano en een jaarlijkse toelage van 12.000 kronen.
Maria Clementina en Jacobus kregen twee zonen::
- Karel Eduard (1720–1788)
- Hendrik Benedictus (1725–1807)

Het huwelijk bleek ongelukkig. Snel na de geboorte van hun tweede kind verliet Maria Clementina het gezin en trok zich terug in het Sint Ceciliaklooster in Rome. Zij beschuldigde hem van overspel en hij vond het een zonde om hem en de kinderen achter te laten. Na twee jaar verzoenden zij zich.
Maria Clementina stierf op 32-jarige leeftijd en werd met koninklijke eer begraven in de Sint-Pietersbasiliek. Paus Benedictus XIV gaf de beeldhouwer Pietro Bracchi opdracht een grafmonument voor haar te maken.